# 민들레
민들레는 한국·중국·일본 등지에 분포하는 여러해살이풀이다. 대부분 노란색을 띄며, 흰색이나 회색을 띄기도 한다.

## 생태
‘앉은뱅이’라는 별명이 있으며, 한국 각처에서 나는 식물로 줄기가 있고 밑동잎이 심장형으로 나온다. 이른봄에 깃털모양으로 갈라진 잎은 뿌리에서 모여나며 구두주걱 모양의 긴타원형이다. 갈라진 조각은 삼각형이며 끝이 날카롭고, 위쪽은 톱니가 있으며 꽃줄기는 약 30 cm. 꽃은 황색으로 4~5월 또는 10월에 핀다. 두상꽃차례를 이루며 노란색이고 주로 봄에 핀다. 꽃 필 때에는 흰털이 있으나 나중에는 거의 없어지고 두상꽃차례 밑에만 흰털이 남는다. 두화는 1개가 나며 총포는 종 모양이고, 포편은 2열이며 내편은 줄모양 혹은 바소꼴로 길다. 외편은 긴 타원형으로 끝에 작은 뿔이 난다. 제일 바깥층의 포편은 뒤로 말리지 않는다.

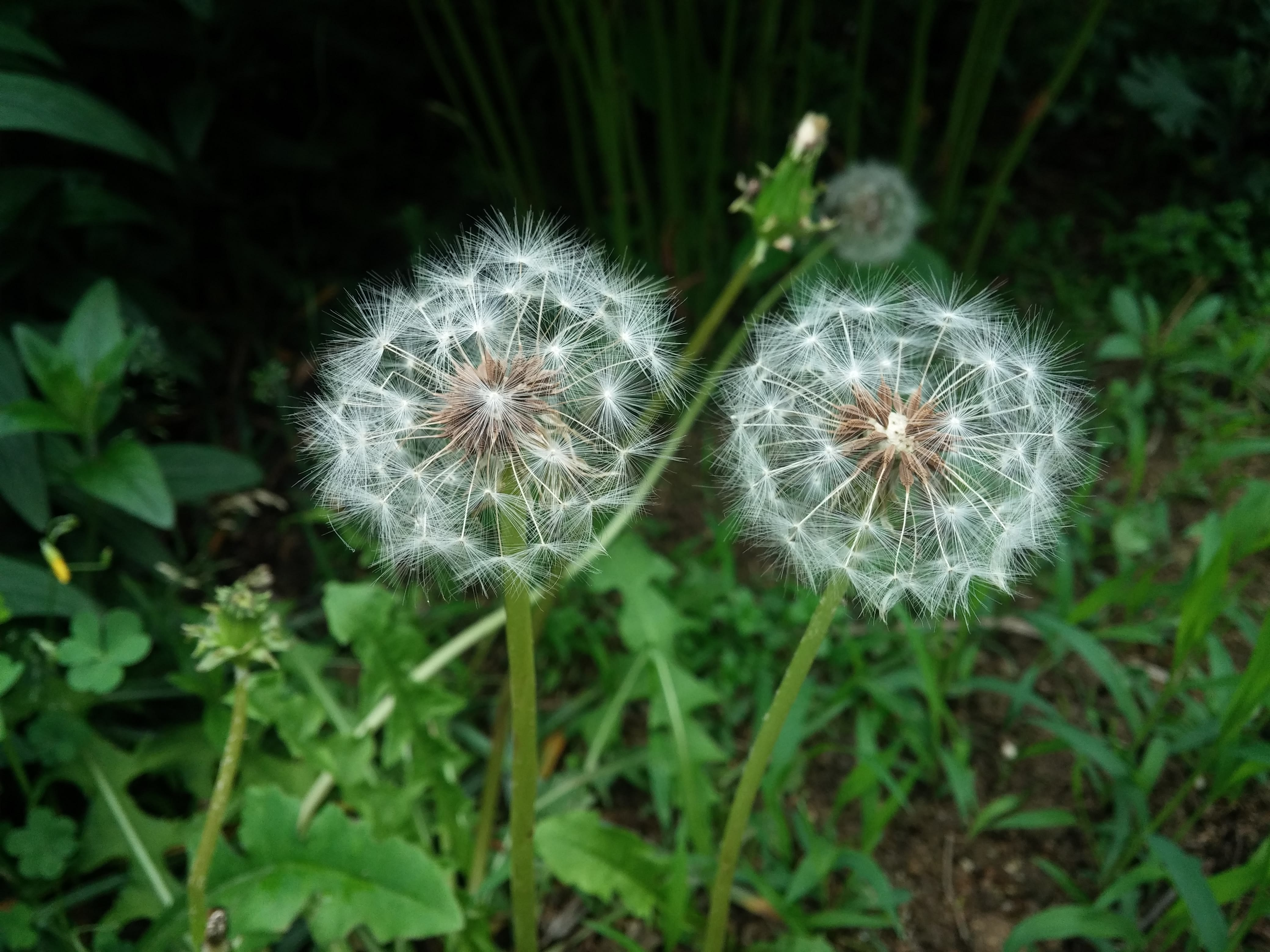
민들레 열매

잔꽃은 혓바닥 모양이고 5개의 톱니가 있다. 수술은 5개이고, 수과는 사각뿔 모양이며 열매 표면의 가운데 위쪽으로 가시처럼 뾰족한 돌기가 있다.
뿌리는 실 모양이고 열매의 2~3배의 길이이며 위쪽이 백색이고 갓털은 가는 털 모양이다. 열매에 흰털이 나 있어 열매를 멀리 운반한다.
민들레의 줄기는 겨울에 죽지만, 이듬해 다시 살아나는 강한 생명력을 지니고 있는 것이 마치 밟아도 다시 꿋꿋하게 일어나는 백성과 같다고 하여 민초(民草)로 비유되기도 한다. 또한 산과 들에 흔히 피는 다년생이다. 최근에는 유럽 원산인 서양민들레도 주위에서 흔히 볼 수 있다.

## 쓰임새
한방에서는 뿌리와 꽃피기 전의 전초(全草)를 포공영(浦公英)이라 하며 해열·소염·이뇨·건위의 효능이 있다고 하여 감기·인후염·기관지염·임파선염·안질·유선염·간염·담낭염·소화불량·소변불리·변비의 치료제로 이용한다.
또, 뿌리와 줄기를 자르면 하얀 젖 같은 물이 흘러서 민간에서는 최유제(催乳劑)로 이용하기도 한다. 요즈음에는 고미건위(苦味健胃)의 약으로 높이 평가받고 있으며, 성인병 퇴치의 산채(山菜)로 이용하고 있다. 봄철에 어린잎은 나물로 이용한다. 뿌리에는 베헨산과 같은 지방산과 이눌린과 타락세롤·베타시토스테롤·카페산이 들어 있다.민간에서는 민들레의 뿌리나 어린잎을 나물로 무쳐먹기도 한다.또한 요즘에는 민들레의 꽃과 뿌리를 말려서 민들레차로 마시기도 한다.
고사에는 열을 내리고 기 순환을 조절하여 장부의 이상을 빠르게 조절하는데 기여한다. 위를 튼튼하게 하고 열로 인해 땀이 나는 발한 증상, 이뇨, 소염, 담즙 분비를 촉진한다고 기록되어 있다.

## 재배 및 관리
양지식물이지만 반그늘에서도 잘 자란다. 배수가 잘 되면서도 보습성이 좋은 사질양토가 좋다. 건강한 식물이므로 특별한 관리가 필요 없다. 깃털을 단 씨앗이 사방으로 퍼져 쉽게 발아하고 뿌리를 깊이 박으며 여러 해를 사는데, 그래서 잔디밭에서는 잡초로 취급받는다.

## 같이 보기
- 민들레차
- 국화
- 매화